# Chthonius simplex
Chthonius simplex är en spindeldjursart som beskrevs av Beier 1939. Chthonius simplex ingår i släktet Chthonius och familjen käkklokrypare. Inga underarter finns listade i Catalogue of Life.